# Bades
Bades (en árabe: بادس‎, en lenguas bereberes: ⴱⴰⴷⵉⵙ, en francés: Badès) es una localidad marroquí perteneciente al municipio de Ruadi, en la región de Tánger-Tetuán-Alhucemas. Desde 1912 hasta 1956 perteneció a la zona norte del Protectorado español de Marruecos.
En sus inmediaciones se encuentra la fortaleza de Senada.